# Կ
Ken (armenio oriental), o Gen (armenio occidental) (mayúscula: Կ; minúscula: կ; en armenio: կեն) es la decimoquinta letra del alfabeto armenio. Representa la oclusiva velar sorda /k/ en armenio oriental y la oclusiva velar sonora /g/ en armenio occidental. Se suele ser romanizado con la letra K. Creada por Mesrop Mashtots en el siglo V d. C., tiene un valor numérico de 60.

## Galería

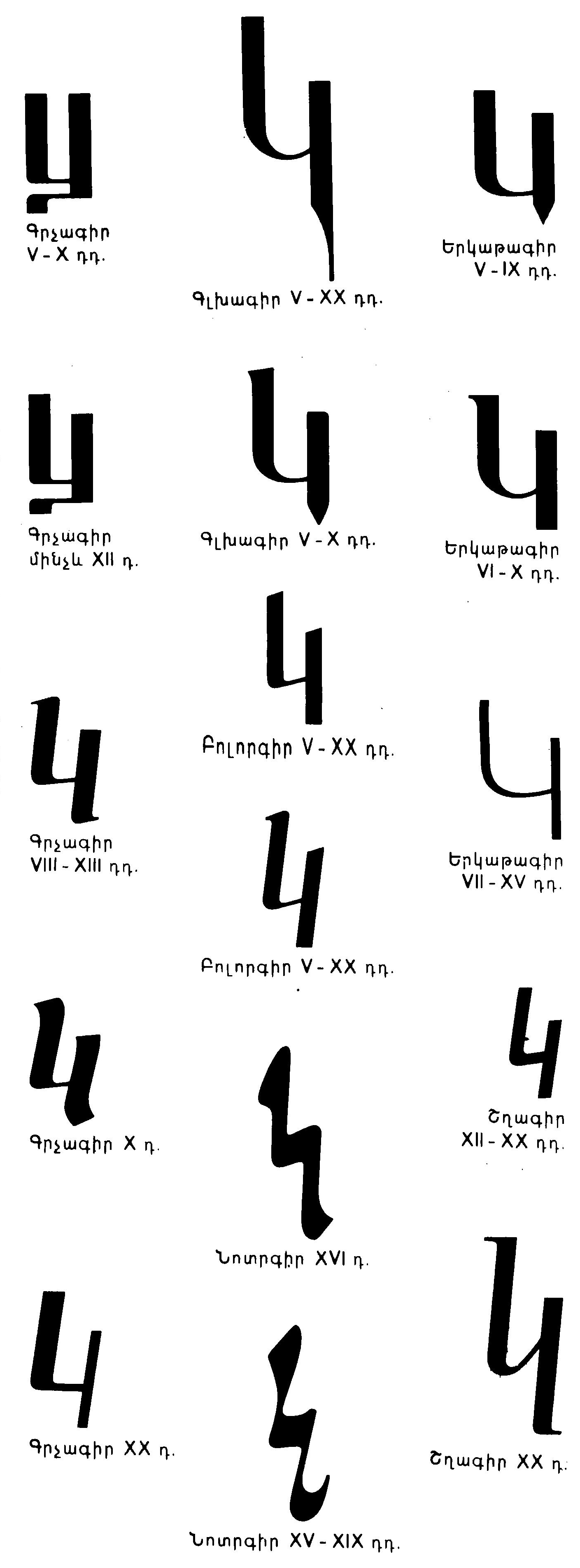
Varias fuentes históricas

Erkat'agir
Grchagir
Bolorgir
Notrgir
Shghagir
Forma tipográfica
Forma manuscrita

## Codificación
| Carácter      | Կ                           | Կ                           | կ                         | կ                         |
| ------------- | --------------------------- | --------------------------- | ------------------------- | ------------------------- |
| Unicode       | ARMENIAN CAPITAL LETTER KEN | ARMENIAN CAPITAL LETTER KEN | ARMENIAN SMALL LETTER KEN | ARMENIAN SMALL LETTER KEN |
| Codificación  | decimal                     | hex                         | decimal                   | hex                       |
| Unicode       | 1343                        | U+053F                      | 1391                      | U+056F                    |
| UTF-8         | 212 191                     | D4 BF                       | 213 175                   | D5 AF                     |
| Ref. numérica | &#1343;                     | &#x53F;                     | &#1391;                   | &#x56F;                   |